# دورة الألعاب العربية 1953
من مدينة الإسكندرية عروس البحر المتوسط انطلقت منافسات الدورة الرياضية العربية الأولى (دورة الألعاب العربية). فبعد أن كان قصب السبق لمصر في التوصل إلى ولادة الدورة فقد كان لها قصب السبق أيضا في استضافة الشباب العربي في الدورة الأولى. انطلقت الدورة في 26 تموز يوليو من عام 1953 واستمرت حتى العاشر من آب/ أغسطس برعاية اللواء محمد نجيب رئيس جمهورية مصر العربية وبمشاركة (650) مشاركا بين رياضيين وحكام وإداريين يمثلون وفود ثمان دول عربية إضافة إلى أندونيسيا التي كانت مشاركتها شرفية. فيما غابت دول المغرب العربي كالمغرب وتونس والجزائر لرزوحها تحت الاستعمار الفرنسي. تنافس الرياضيون العرب الذين كانوا يمثلون فئة الذكور فقط ضمن (10) ألعاب رياضية. وقد سيطر رياضيو مصر على أغلب فعاليات الدورة وتصدروا الترتيب النهائي للميداليات بفارق كبير عن أقرب منافسيهم لبنان.

## الدول المشاركة
| - مصر - لبنان - سوريا | - العراق - فلسطين - الأردن | - ليبيا - الكويت - إندونيسيا (مشاركتها شرفية) |

## الألعاب المشاركة
| - ألعاب القوى - كرة السلة - المبارزة - كرة القدم | - رفع الأثقال - السباحة - الرماية - الجمباز | - المصارعة - الملاكمة |

## جدول الأوسمة
| الترتيب | منتخب  | ذهبية | فضية | برونزية | المجموع |
| ------- | ------ | ----- | ---- | ------- | ------- |
| 1       | مصر    | 67    | 34   | 21      | 122     |
| 2       | لبنان  | 3     | 16   | 15      | 34      |
| 3       | سوريا  | 0     | 15   | 14      | 29      |
| 4       | فلسطين | 0     | 5    | 6       | 11      |
| 5       | العراق | 0     | 5    | 6       | 11      |
| 6       | الأردن | 0     | 0    | 2       | 2       |
| 7       | ليبيا  | 0     | 0    | 1       | 1       |
| 8       | الكويت | 0     | 0    | 0       | 0       |